# Paolo Bon
Paolo Bon (Volpago del Montello, 18 aprile 1940 – Firenze, 20 marzo 2016) è stato un etnomusicologo e direttore di coro italiano.

## Biografia
Parallelamente agli studi universitari si è dedicato al violino al saxofono tenore ma soprattutto all'approfondimento della direzione corale alla composizione e alla ricerca etnomusicologica.
È stato direttore, del Coro Monte Coppolo di Lamon e del Coro Polifonico Baldassarre Donato di Feltre fra il 1963 e il 1969 e dal 1964 al 1980 ha diretto il coro a voci virili Gruppo Nuovocorale Cesen di Valdobbiadene, nella sua carriera di direttore ha ottenuto numerosi primi posti e riconoscimenti a concorsi corali nazionali.
Nel 2004 è stato eletto presidente dell'AIKEM Associazione Italiana Kodaly Educazione Musicale.
Ha svolto un'intensa attività di ricercatore e di elaboratore ed è stato frequentemente invitato a partecipare a convegni, congressi, conferenze; ha tenuto corsi per direttori di coro, è stato consulente artistico dell'ASAC (Associazione per lo Sviluppo delle Attività Corali), commissario artistico della Feniarco e presidente della Commissione Artistica dell'Associazione Regionale Cori della Toscana; ha partecipato a commissioni giudicatrici di concorsi corali e di composizione corale.

## Pensiero
Durante la seconda metà degli anni settanta ha dato vita al movimento Nuova Coralità, tale movimento intendeva effettuare un vero e proprio connubio di intenti fra processi compositivi riguardanti l'elaborazione corale di meloi arcaici e ricerca etnomusicologica.
La sua teoria sul diatonismo, elaborata parallelamente allo sviluppo della Nuova Coralità, entrò presto nell'universo dell'etnomusicologia prendendo il nome di Diatonomia.
Il pensiero etnomusicologico di Bon integra e a volte si contrappone alla scuola etnomusicologica italiana che vede in Roberto Leydi uno dei suoi maggiori rappresentanti. Tale scuola concepisce il canto popolare di tipo arcaico come mera espressione artistica dettata da un impulso di carattere sociale di una determinata classe o di una determinata categoria lavorativa (es. le mondine, i battipali veneziani, i militari ecc…) applicando quindi ad esso un'analisi prettamente sociologica.
Le teorie etnomusicologiche di Bon, invece, danno ampio spazio all'analisi storica e in parte evoluzionistica del canto popolare (o canto folk) considerato come strettamente correlato all'evoluzione antropologica. Da un suono primordiale (generatrice diatonica) si è passati alla produzione dei primi intervalli e, secondo regole ben precise, alle prime scale (inizialmente tritoniche poi quadritoniche, pentatoniche e così via..); su queste scale sono successivamente nate le prime cellule melodiche che man mano, con il passare dei secoli, si sono spostate attraverso le varie aree geografiche del pianeta ed hanno assunto caratteristiche fonetiche e testuali tipiche dei popoli che le hanno adottate.

## Pubblicazioni
- 1976 Cronache di esperienza corale 1964-1974, Zanibon, Padova
- 1992 Nova Summula Canonica cum interludio, Giardini, Pisa
- 1994 Recueil de chants de recherche èlaborés par Paolo Bon, Ed. Regione Valle d'Aosta,
- 1995 La teoria evolutiva del Diatonismo e le sue applicazioni, Giardini, Pisa - ISBN 88-427-1302-3
- 2001 Cantar storie 1º - 2º - 3º - 4°, Verbania

Altri suoi contributi sono sparsi in riviste specializzate italiane (es. La Cartellina diretta da Marco Boschini ed. Musicali Europee) e straniere, quotidiani, atti congressuali:
- La situazione del canto popolare in Italia (.pdf) - dalla rivista Farcoro anno 2002 pag 37